# Pétition en ligne
Une pétition en ligne est une pétition qui utilise le canal internet.
Les pétitions en ligne sont apparues dans les années 2000. Elles sont souvent utilisées pour faire pression sur les décideurs dans des domaines comme les droits de l'homme ou l'environnement.
Il existe de nombreuses organisations qui sont spécialisées dans les pétitions en ligne, comme MesOpinions.com (France et Europe), Avaaz.org (États-Unis), SumOfUs, Change.org (États-Unis), Unepetition.fr (France), et Sauvons la forêt (Allemagne et Europe).
Les pétitions en ligne sont parfois associées à d'autres techniques de mobilisation de masse pour faire pression sur les décideurs, comme on l'observe par exemple dans le cadre des marches mondiales pour le climat initiées par Avaaz.org qui rassemblent des centaines de milliers de personnes dans de nombreuses villes du monde entier.
Ces pétitions prennent de plus en plus d'ampleur[réf. nécessaire]. Par exemple 200 000 personnes avaient demandé la démission de Thomas Thévenoud.
Ces sites de pétition sont apparentés à des techniques de manipulation des masses par certains (techniques d'astroturfing). L'appartenance de certains de ces sites à des grands groupes peut faire douter de la sincérité de leurs motifs. 
Certains acteurs s'interrogent sur les possibilités de revente des données personnelles des utilisateurs de ces plateformes (nom, coordonnées, pétitions signées, etc.). Les signataires doivent dans ce contexte bien lire l'utilisation qui est faite de leurs données.

## Exemples notables

### Affaire du siècle
Cette campagne de justice climatique lancée par quatre organisations non gouvernementales s’est appuyée en particulier sur une pétition en ligne signée par plus de 2 millions de soutiens. Selon le site Contrepoints, ces chiffres seraient à prendre avec précaution puisque Greenpeace est juge et partie.

### Mouvement des Gilets jaunes
En France, en 2018, la colère des Gilets jaunes s'exprime au départ par une pétition en ligne recueillant près d'un million de réponses favorables. La pétition est relayée par les réseaux sociaux et aboutit à des manifestations dans toute la France et une situation parfois insurrectionnelle, menaçant de bloquer le pays. La crise secoue la classe politique.

### Brexit
En mars 2019, une situation de crise menaçant de bloquer le pays conduit les Britanniques à donner plus de 6 millions de signatures pour l'annulation du Brexit,, soit environ 12 % de l'électorat. Le 23 mars, cette pétition contre le Brexit est devenue la plus signée des pétitions britanniques (le précédent record était de 4 150 262 signatures).
Au Royaume-Uni, la pétition pour le retrait du Brexit a eu un relatif succès dans 231 des 650 circonscriptions, où elle a obtenu plus de signataires que le député n'a obtenu de voix.